# Феодор I Ласкаріс
Феодор I Ласкаріс (грец. Θεόδωρος Α' Λάσκαρης, 1174 — 19 березня 1222) — імператор Нікейської імперії з 1205 до початку 1222 року.

## Життєпис
Феодор I Ласкаріс був зятем Олексія III Ангела. У 1204 році під час четвертого хрестового походу Константинополь був оточений хрестоносцями й утримував облогу. Феодор I Ласкаріс разом із своїм братом Костянтином Ласкарісом були організаторами оборони міста. Після того як Константинополь попав під владу хрестоносців, вони втекли до Нікеї. Там зібралися також інші візантійські дворяни. Разом вони заснували найбільшу з трьох візантійських держав — Нікейську імперію.

Приблизні межі Нікейської імперії, Латинської імперії, Трапезундської імперії та Епірського деспотату.

Після перших спроб знищити Нікейську імперію 1205 року хрестоносці повернулися назад на Балкани, де виникла загроза нападу болгар, що дозволило Феодору укріпити владу. 1206 року він прийняв титул імператора, а новий патріарх Михайло IV коронував його.
Наступні роки пройшли в битвах проти імператора Латинської імперії Генріха I. Феодор Ласкаріс розбив свого суперника Олексія I Великого Комніна, імператора Трапезундської імперії, й вів успішну війну проти Кая Хосрау І, султана Конійського султанату, намовленого проти Феодора Олексієм III Ангелом.
Найуспішнішю подією цих воєн була битва при Антіохії у Пісідії у 1210 році у якій Феодор взяв у полон Олексія III Ангела й захопив місто.
Наприкінці свого правління він володів областю, що приблизно відповідала римським провінціям Азія та Віфінія.